# 小莫爾特克港
小莫爾特克港（英語：Little Moltke Harbor），是南極洲的海港，位於南喬治亞群島，處於皮爾納角和羅斯冰川之間的皇家灣西部，該海港由英國海外領土管轄。